# Aeroportul Yokangassi
Aeroportul Yokangassi (IATA: NKY, ICAO: FCBY) este un aeroport din Republica Congo ce deservește zona Nkayi.
Situat la o altitudine de 165 m, aeroportul dispune de o singură pistă.